# Володарі Всесвіту (фільм, 2026)
«Володарі Всесвіту» (англ. Masters of the Universe) — майбутній американський супергеройський фільм режисера Тревіса Найта, заснований по однойменній франшизі компанії Mattel. Стане перезапуском фільму 1987 року.
Прем'єра фільму у США запланована на 5 червня 2026 року.

## Сюжет
10-річний принц Адаме терпить аварію на космічному кораблі і розлучається зі своїм чарівним Мечем Сили — єдиним зв'язком зі своїм рідним будинком на Етернії. Відшукавши його майже через два десятиліття, він вирушає назад, щоб захистити рідну планету від злих сил. Для цього принцу Адаму доведеться розкрити таємниці свого минулого і стати Хі-Меном — наймогутнішою людиною у Всесвіті.

## У ролях
- Ніколас Голіцин — Принц Адам / Хі-Мен
- Каміла Мендес — Тіла
- Елісон Брі — Зло-Лін
- Джаред Лето — Скелетор
- Ідріс Ельба — Man-At-Arms
- Сем Сі Вілсон
- Гафтор Бйорнссон — Goat Man
- Морена Баккарін — чаклунка замку Сірого черепа
- Шарлотта Райлі

## Виробництво

### Розробка
У 2006 році повідомлялося, що Джон Ву розробляє новий фільм про Хі-Мена, проте проект так і не був реалізований.
У вересні 2009 року компанія Sony Pictures Entertainment придбала права на екранізацію «Володарів Всесвіту» у Warner Bros. Pictures, її продюсером мали стати Джоел Сільвер, проте цей проект реалізований ні через розбіжності щодо змісту фільму. У квітні 2010 року Майк Фінч та Алекс Литвак написали чернетку сценарію до фільму. Режисером фільму мав стати Джон Стівенсон.
У 2012 році пройшли переговори з Джоном Чу, який міг стати режисером фільму. Дольф Лундгрен, який зіграв Хі-Мена в екранізації 1987 року, заявив в інтерв'ю IGN, що він може зіграти в новому фільмі роль короля Рандора. У жовтні 2012 року Річард Венк зайнявся новим сценарієм фільму. Через рік новим сценаристом був призначений Террі Росіо, а Джон Чу відмовився від участі у проекті.
У квітні 2014 року в ЗМІ з'явилася інформація про те, що новим режисером фільму призначено Джеффа Водлоу, який також займеться переписуванням сценарію.
У серпні 2015 року Крістофер Йост був найнятий для написання нового сценарію «Володарів Всесвіту».
У січні 2016 року було оголошено, що режисером фільму стане Макджі, а сценарій Фінча та Литвака буде переписаний. У квітні 2017 року Макджі вийшов із проекту, а новим сценаристом призначено Девіда Гойера. У грудні 2017 року було оголошено, що Гойєр стане не лише сценаристом, а й режисером фільму. У лютому 2018 року стало відомо, що Гойєр не буде режисером, проте залишиться виконавчим продюсером та сценаристом. За словами художника Карлоса Хуанте, який працював над сценарієм разом з Гойєром, компанія Sony вирішила, що сценарій Гойєра занадто дорогий для екранізації — Девід хотів, щоб фільм був епічним, у дусі кінотрилогії «Володар кілець», але його ідеї відкинули.
У квітні 2018 року портал Variety повідомив, що режисерами фільму стануть брати Ерон та Адам Ні. У січні 2019 року Арт Маркам і Метт Холлоуей розпочали написання нового сценарію до фільму.
У січні 2022 року права на дистрибуцію фільму у Sony придбала компанія Netflix. Тоді ж стало відомо, що роль Хі-Мена в новому фільмі виконає Кайл Аллен а новий сценарій вже написаний братами Ероном і Адамом Ні спільно з Девідом Каллахамом. У жовтні 2022 року Аллен заявив, що він працює по шість годин на день, готуючи себе до ролі. У липні 2023 року компанія Netflix оголосила про відміну виробництва фільму, витративши на його розробку 30 млн доларів США, після чого компанія Mattel почала шукати нового дистриб'ютора.
У лютому 2024 року права на дистрибуцію фільму набула компанія Amazon MGM Studios. Режисером був призначений Тревіс Найт, сценаристом — Кріс Батлер, який перепише чернетку сценарію Девіда Каллахама і братів Ні. У травні 2024 року на роль Хі-Мена був затверджений Ніколас Голіцин, який змінив Кайла Аллена.

### Зйомки
Зйомки неодноразово переносилися: їх планувалося розпочати у липні 2019 року в Празі (Чехія), потім влітку 2022 року та у квітні 2023 року.
В результаті зйомки почалися 6 січня 2025 в Лондоні.

## Прем'єра
Прем'єра фільму в США запланована на 5 червня 2026 року, дистриб'ютором стане Amazon MGM Studios. Раніше планувалося випустити фільм 5 березня 2021, але потім у зазначену дату було вирішено випустити фільм «Анчартед: Незвідане» (хоча і його реліз пізніше також був перенесений).